# Deewana
Deewana (Devanagari: दीवाना, vertaling: gek/gestoord) is een Bollywoodfilm uit 1992 van Raj Kanwar. Dit is het debuut van Shahrukh Khan waarin hij samenwerkte met Divya Bharti.

## Verhaal
Kajal (Divya Bharti) trouwt met de populaire zanger Ravi (Rishi Kapoor). Ze zijn gelukkig totdat Ravi's kwaadaardige oom (Amrish Puri) zijn zinnen zet op de rijkdom van Ravi. Wanneer Ravi en Kajal schuilen tijdens een storm valt Ravi's oom samen met zijn zoon hen aan. Hij denkt Ravi vermoord te hebben, maar hierbij overlijdt ook zijn eigen zoon. Kajal kan ontsnappen en omdat ze toch niks kan doen, doet de oom zijn best niet om haar te vangen. Kajal wordt depressief en verhuist met haar schoonmoeder naar een andere stad. 
In de nieuwe stad probeert Kajal haar verleden te vergeten. Daar komt ze Raja (Shahrukh Khan) tegen die op slag verliefd op haar wordt. Kajal is niet geïnteresseerd in Raja en vertelt hem dat hij haar met rust moet laten omdat ze een weduwe is. Raja geeft niet op en praat met Kajals schoonmoeder. Die herkent haar zoon in Raja en vraagt Kajal met Raja te trouwen. Kajal voelt niks voor Raja, maar trouwt toch met hem. Uiteindelijk wordt Kajal toch verliefd op Raja.
Op een dag redt Raja een man die in elkaar geslagen wordt in een donkere steeg. Ze worden goede vrienden en Raja nodigt hem uit op de verjaardag van zijn vrouw, Kajal. Wanneer de man op de verjaardag verschijnt, is hij even geschokt als Kajal en haar schoonmoeder, want Raja's nieuwe vriend is Ravi, Kajals dood gewaande echtgenoot. Ravi had de aanval van zijn oom toch overleefd. Men lost dit op doordat Ravi's moeder met hem meegaat, maar Kajal blijft bij Raja.
Dan verschijnt de boosaardige oom weer op het toneel. Hij is erachter gekomen dat Ravi nog leeft. Hij kidnapt Kajal om zo Raja en Ravi te lokken. De twee werken samen om Kajal te redden. Aan het einde offert Ravi zichzelf op voor Kajal en Raja, door zijn oom uit het raam te gooien, waarbij hij zelf er ook bij uitvliegt.

## Rolverdeling
| Acteur         | Personage             | Nota         |
| -------------- | --------------------- | ------------ |
| Shah Rukh Khan | Raja Sahai            |              |
| Rishi Kapoor   | Ravi Pratap           |              |
| Divya Bharti   | Kajal                 |              |
| Amrish Puri    | Dhirendra Pratap      |              |
| Alok Nath      | Mr.Sharma             |              |
| Sushma Seth    | Laxmi Devi            |              |
| Mohnish Bahl   | Narendra Pratap       | gastoptreden |
| Dalip Tahil    | Ramakant Sahai        | gastoptreden |
| Deven Verma    | Devdas Sabrangi       | gastoptreden |
| Asha Sachdev   | Chandramukhi Sabrangi | gastoptreden |